# Здравствуй (альбом)
«Здравствуй» — шестой студийный альбом группы The Matrixx; записан в Москве на GN Studio, выпущен 17 ноября 2017 года.

## Об альбоме
Альбом «Здравствуй» в принципе подвел такую определенную черту… ради чего я пускался в одиночное плавание. Там есть закольцованность моей жизни.— Глеб Самойлов, 72.ru 19 марта 2019 года
Идея оформления альбома принадлежит Глебу Самойлову. К диску прилагается буклет с текстами песен.
Сингл «Звезда», был выпущен 4 сентября 2017 года. 5 сентября состоялась официальная премьера песни и клипа, снятого компанией «Antistatic» — режиссёрами Ниной Дягилевой, Данилой Зотовым и Асей Фри.
Через неделю после релиза 17 ноября 2017 года альбом занял первые позиции в хит-парадах новинок в iTunes, Apple Music и Google Play. Альбом «Здравствуй» стал лучшим в 2017 году по мнению пользователей портала Musecube.org и вошёл в «25 лучших отечественных альбомов 2017 года» по версии компании «Союз».
Вышедший 15 марта 2017 года сингл «Субкоманданте» предназначался для альбома, но в итоге в него не вошёл .
24 мая 2018 года на канале Megogo состоялась трансляция концерта, прошедшего в клубе «16 тонн». На концерте были исполнены все песни альбома «Здравствуй», включая композиции «Готика МР», «С. Н.» и «Послушайте!», которые на концертах не исполняются, и бонусом — композиции «Шайтан», «Всё знать», «Разрыв», «Djd».
16 июня 2018 года на «Нашем Радио» вышел эфир передачи «Воздух», посвящённый альбому. Музыканты группы отвечали на вопросы ведущего и исполняли песни с альбома.
26 июня передача появилась на ютьюб-канале NasheTV.

### Тексты альбома
Когда под ногами горит земля, вряд ли остается место для глумления и треша. Не потому ли тексты альбома «Здравствуй» безупречно литературны, а круг задействованных источников необычайно обширен?— Денис Ступников, KM.ru, 21 декабря 2017 года
- Эпиграфом к песне «Дружок» является строчка из «Песни Додо» В. Высоцкого с пластинки «Алиса в Стране Чудес» (1976), фрагмент её мелодии стал основой трека.
- Текст песни «Дурачок» Глеб Самойлов написал в 21 год, это был один из его первых поэтических опытов[16] . Строка «И тут он окончательно завалился на бок и издох» является прямой цитатой из повести Михаила Булгакова «Собачье сердце»: «„Спасибо, кончено, — мечтательно подумал он, валясь прямо на острые стекла: — прощай, Москва! Не видать больше мне Чичкина и пролетариев и краковской колбасы. Иду в рай за собачье долготерпение. Братцы, живодеры, за что же вы меня?“ И тут он окончательно завалился на бок и издох. Когда он воскрес, у него легонько кружилась голова и чуть-чуть тошнило в животе, бока же как будто не было, бок сладостно молчал.» Примечательно, что строки «Спасибо, кончено, прощай, Москва! Не видать больше мне Чичкина и пролетариев и краковской колбасы. Иду в рай за собачье долготерпение. Братцы, живодеры, за что же вы меня?» ранее были положены Глебом Самойловым на музыку и стали песней «Собачье Сердце», которая вошла в альбом «Агаты Кристи» «Коварство и любовь».
- В песне «Чума и праздник» использованы аллюзии на различные песни и стихотворения, среди которых «Рождество» А. Вертинского, «Вот в набат забили» В. Высоцкого, «День» В. Ходасевича, а также воспоминания Глеба Самойлова (в строчках «у стен монастыря забила конкурента нищая братва» Глеб Самойлов вспоминает эпизод из своей биографии: когда он жил в Москве на Таганской улице, его окна выходили на Покровский монастырь, где лежат мощи святой Матроны; из-за больших очередей там всегда толпились нищие; однажды одного из них забили, о чём Глеб Самойлов узнал из новостей[1]. На презентации концертной версии песни 24 мая 2018 года в клубе «16 Тонн» была исполнена строка с *censored* словом. Прозвучало оно так: «И что пора ударить над РОДИНОЙ в набат»[17]
- Строчка из песни «Умереть за любовь» «вновь продолжается бас» является отсылкой к песне «И вновь продолжается бой», написанной Н. Добронравовым и А. Пахмутовой в 1974 году.

Все никогда не напрасно.
Я уже не один.
Я говорю тебе: «Здравствуй!
Теперь я непобедим!»
- В качестве эпиграфа к «Tango para el dinero» звучит реверсированный, ускоренный на 30 % и повышенный на октаву фрагмент припева аргентинского танго 1935 года «Por una cabeza», написанного в 1935 году Карлосом Гарделем и Альфредо Ле Пера.[19]
- «С. Н.» — аббревиатура от названия спектакля В. Машкова «Смертельный номер» (в спектакле играл друг Глеба, Андрей Панин), эпиграфом к ней звучит ария Канио из оперы Леонкавалле «Паяцы»[20].
- «С. С.» расшифровывается как «Серая Слизь», имеется в виду одноименный роман А. Гарроса и А. Евдокимова . «Песня „С. С.“ не о Гарросе, а обо всех умирающих от рака. Про Алесю Маньковскую, оставшуюся с дочкой в чужой стране. Про Аню Старобинец, вдову Александра Гарроса», говорит Глеб Самойлов в интервью КМ.ru[1]. В треке звучит вокал Станиславы Матвеевой[21].
- Использованная в композиции «Послушайте!» запись чтения В. Маяковского сделана 7 декабря 1920 года в фонетической лаборатории Института живого слова[22]. В октябре 2018 года Алеся Маньковская представила видеоряд на музыку «Послушайте!»[23].

## Список композиций

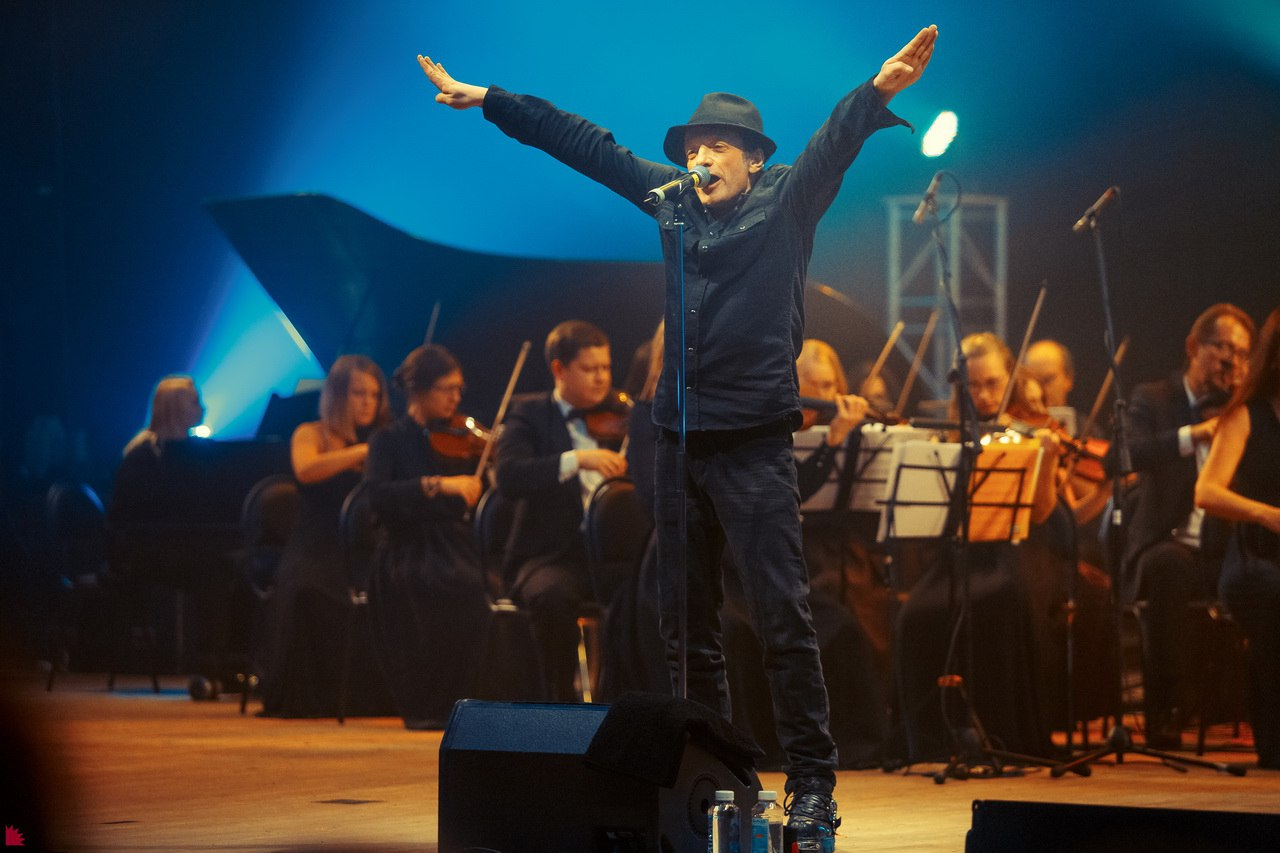
Глеб Самойлов и The Matrixx с симфоническим оркестром в Екатеринбурге

- Автор всех песен в альбоме — Глеб Самойлов.

|    | Название             | Длительность |
| -- | -------------------- | ------------ |
| 1  | Звезда               | 4:51         |
| 2  | Дружок               | 3:48         |
| 3  | Дурачок              | 3:23         |
| 4  | From Hell            | 2:52         |
| 5  | Умереть за любовь    | 5:38         |
| 6  | Чума и праздник      | 3:59         |
| 7  | Tango para el dinero | 2:49         |
| 8  | Готика МР            | 3:32         |
| 9  | Синие Цветы          | 3:08         |
| 10 | Нет, Мама            | 4:37         |
| 11 | С. Н.                | 3:46         |
| 12 | С. С.                | 2:41         |
| 13 | Guten Morgen         | 3:55         |
| 14 | Здравствуй           | 5:11         |
| 15 | Послушайте!          | 4:24         |

## Участники
- Глеб Самойлов — вокал, гитары, клавишные, эффекты, автор песен;
- Валерий Аркадин — гитары;
- Станислава Матвеева — бас, вокал;
- Дмитрий «Snake» Хакимов — ударные.

##### Приглашённые музыканты
- Константин Бекрев — программирование, сессионный музыкант;
- Владимир Елистратов — труба (треки 12 и 15)

##### Техническая поддержка
- Мастеринг — Алексей Стецюк
- Сведение — Максим Чикунов (треки 2, 4 to 15)
- Программирование — Константин Бекрев
- Запись — Максим Чикунов
- Арт — Грэм

#### Студии
- Копирайт (p) — ООО «Союз Мьюзик»
- Запись — GN-Studio
- Сведение — GN-Studio
- Мастеринг — Drygva Studio
- Пиар — ООО «Инновационные Технологии»

## Критика
«Пластинка… вызвала огромное количество дискуссий.» «Это — полнейший запредел, который у подготовленного слушателя способен вызвать ощущение катарсиса, а у прочей аудитории — недоумение или даже отвращение», — писал Денис Ступников, а Сергей Мезенов с Colta.ru добавлял, что альбом «вполне мог бы получить подзаголовок „Дискотека в аду“. Дискотека — потому что все песни здесь выдержаны в духе издевательского дэнс-поп-лубка под синтезаторы».
«В альбоме „Здравствуй“ смерть как бы протягивает руку лирическому герою. Для Г. Самойлова апелляция к смерти — это своего рода протест против мира конформизма и консьюмеризма. Как сказал музыкант в одном из своих интервью, цель его творчества — „бороться с постмодерном его же способами“», — утверждал Никита Жуков. «Море эмбиента и даба, как будто доносящих до нас обрывки чужих сознаний (привет Кастанеде и тольтекам с их образом смерти как рассеивания личности)… филигранное сведение воедино огромного числа всевозможных видов звуков и гармонии, музыкальных форм и жанров и способов звукоизвлечения», — отметили на Рамблер.ру.